# Pokémon: Jirachi Wish Maker
Pokémon: Jirachi Wish Maker (劇場版ポケットモンスター アドバンスジェネレーション 七夜の願い星 ジラーチ?, Gekijōban Poketto Monsutā Adobansu Jenerēshon Nanayo no Negaiboshi Jirāchi, Pocket Monsters Advanced Generation il film: La stella dei desideri delle sette notti: Jirachi), anche noto con il titolo Pokémon: Amici per sempre, è un film d'animazione del 2003 diretto da Kunihiko Yuyama e Eric Stuart.
Si tratta del sesto film dei Pokémon, proiettato al cinema in Giappone a partire dal 19 luglio 2003. Negli Stati Uniti d'America è stato distribuito esclusivamente in DVD e VHS nel 2004 mentre in Italia è stato trasmesso in prima visione il 16 marzo 2012 sul canale satellitare Sky Cinema Family.
Il film è preceduto da un cortometraggio dal titolo Gotta Dance! (letteralmente "Bisogna ballare!"), mai trasmesso in Italia.

## Trama
Ash, Vera, Max e Brock giungono in una località dove si sta svolgendo un festival in occasione della comparsa della Cometa del Millennio. I ragazzi decidono di assistere ad uno spettacolo di magia tenuto da Butler e dalla sua assistente Diane. Durante lo show Max sente una voce provenire da una roccia mostrata da Diane. Dopo aver sventato un tentativo del Team Rocket di catturare Pikachu, Mightyena e Kirlia, Butler spiega che all'interno dell'oggetto vive Jirachi, un Pokémon leggendario che si risveglia per 7 giorni ogni mille anni, e consegna il cristallo a Max.
Quella notte Jirachi si risveglia e diventa amico di Max. Tuttavia Butler non è interessato né a poteri telepatici del Pokémon né alla sua capacità di teletrasportare oggetti, ma a vendicarsi del Team Magma facendo rivivere, con l'ausilio dell'energia della cometa, un esemplare di Groudon. Poiché né l'attacco di Absol, né il tentativo di farlo desistere da parte di Diane hanno successo, questa mette in salvo Jirachi e decide di riportarlo a Forina, il luogo in cui Butler ha recuperato il cristallo.
Dopo quattro giorni di viaggio, Jirachi torna nel suo luogo natale e decide di aprire il suo terzo occhio per assorbire l'energia della cometa, al fine di nutrire le piante e i Pokémon che vivono a Forina. Tuttavia Butler imprigiona i ragazzi e Diane, rapisce Jirachi ed inizia ad attuare il suo diabolico piano.
Ash e Max tentano di fermarlo a bordo di un Flygon, ma Butler li respinge con il suo Salamence. Nel frattempo dalla Terra si erge un finto Groudon generato dalla forza di Jirachi. Il Pokémon inizia a distruggere Forina e, tramite tentacoli inizia ad assorbire Pokémon ed esseri umani. Una volta che il mostro ha assorbito anche Diane, Vera e Brock, Butler decide di allearsi con Ash e Max per invertire il processo e distruggere Groudon.
Jirachi viene quindi posizionato sul marchingegno creato da Butler e viene risucchiata l'energia di Groudon. Tuttavia il Pokémon leggendario decide di utilizzare la mossa Obbliderio per eliminare definitivamente il Pokémon e teletrasportare in salvo tutto ciò che il mostro ha inglobato. Una volta salutati Max ed i suoi amici, Jirachi si trasforma nuovamente in un cristallo e torna nelle viscere di Forina.
Al termine del film Butler e Diane decidono di rimanere a Forina, mentre i ragazzi si mettono di nuovo in cammino attraverso la regione di Hoenn.

## Colonna sonora
La canzone di chiusura (intitolata Make a Wish nella versione inglese) viene cantata nel DVD della versione giapponese da Asuca Hayashi, mentre nella versione statunitense viene aggiunta anche la voce di Cindy Mizelle.

## Differenze con la versione originale
Nella versione inglese curata dalla Kids' WB!, alcune piccole scene del film sono state montate in modo tale da combaciare con i dialoghi inglesi. Inoltre alcune scritte in giapponese su un manifesto dello spettacolo di Butler sono state cancellate nella versione occidentale. Quando Ash tenta di consolare Max fa un riferimento a Misty. Il dialogo è stato introdotto solamente dalla 4Kids poiché nella versione originale Ash cerca goffamente di consolare Max, provando a spiegare la differenza nello scorrere del tempo fra mondo degli umani e la cometa di Jirachi.

## Altri media
In occasione della proiezione giapponese è stato distribuito un set promozionale composto da 19 carte del Pokémon Trading Card Game raffiguranti, tra gli altri, i Pokémon di Forina Nuzleaf, Breloom, Tropius, Jirachi, Linoone, Flygon, Altaria e i Pokémon di Butler.
Nei videogiochi Pokémon Diamante e Perla e Pokémon Platino, lungo il Percorso 229, sono presenti i Fantallenatori Felice e Dana. Il ragazzo utilizza Dusclops e Salamence, mentre la sua partner utilizza Mightyena e Kirlia.